# Ilbandornis woodburnei
Ilbandornis woodburnei — викопний вид гусеподібних птахів родини Дроморнісові (Dromornithidae). Птах існував у міоцені в Австралії. Скам'янілі рештки знайдені у штаті Вікторія. Голотип складається з плеснових кісток (metatarsus) правої ноги. Птах мав великий дзьоб та живився рослинною їжею.

## Див.також
- Список викопних птахів